# European NGO Alliance for Child Safety Online

European NGO Alliance for Child Safety Online (eNACSO) ist ein am 1. September 2008 gegründeter Dachverband von 13 Kinderschutzorganisationen aus 17 europäischen Ländern.

## Forderung nach Internet-Sperren
ENACSO fordert „die Herstellung einer einheitlichen Liste aller bekannten Kindsmissbrauchs-Adressen oder eine Liste, die so umfangreich wie möglich ist“ und die neben den „relevanten Internet-Dienstleistern“ auch Filteranbietern und anderen Firmen mit einem „materiellen Interesse“ verfügbar gemacht werden soll.

## Finanzierung
Im Jahr 2010 wurde eNACSO von der Europäischen Kommission mit 300.000 Euro unterstützt.

## Mitglieder
- Save the Children, Dänemark (Koordinator), Rumänien, Italien und Finnland
- NSPCC, Großbritannien
- Nobody’s Children Foundation, Polen
- Protegeles, Spanien
- Action Innocence, Belgien und Frankreich
- ISPCC, Irland
- ECPAT, Niederlande und Österreich
- KÈK VONAL Foundation, Ungarn
- Our Child Foundation, Tschechien
- Innocence in Danger, Deutschland
- Estonian Union of Child Welfare, Estland
- Instituto de apoio à Crianca, Portugal
- John Carr, Großbritannien